# アドリアン・ストラウス
アドリアン・ストラウス（Adriaan Strauss、1985年11月18日 - ）は、南アフリカの元ラグビーユニオン選手。

## プロフィール
- 南アフリカ・ブルームフォンテーン出身。
- ポジションはフッカー(HO)。
- 身長 180cm、体重 113kg
- 南アフリカ代表通算キャップ数は66。
- ラグビーワールドカップ2015の南アフリカ代表に選ばれた[1]。
- バーバリアンズに選ばれたことがある[2]。

## 来歴
ブルー・ブルズ、ブルズ、フリーステイト・チーターズ、チーターズを経て、2015年、ブルズに復帰。
2016年、ブルズと南アフリカ代表の主将ともに就任した。
2018年、現役を引退した。